# Lieinix cinerascens
Lieinix cinerascens is een vlindersoort uit de familie van de Pieridae (witjes), onderfamilie Dismorphiinae.
Lieinix cinerascens werd in 1871 beschreven door Salvin.